# 灰小褐鳕
灰小褐鳕（学名：Physiculus nigrescense）为輻鰭魚綱鱈形目稚鳕科小褐鳕属的鱼类。在中国，分布于海南岛东侧及菲律宾西侧南中国海等，属于较深海区近底层鱼类。其生存的海拔范围为-384至-200米，體長可達16.6公分。该物种的模式产地在菲律宾以西。